# ポーイス
ポーイス （Powys、英語話者の発音:ˈpaʊ.ɪs、ウェールズ語での発音:ˈpo.wɪs）は、ウェールズのプリンシパル・エリア（州）及びプリザーヴド・カウンティの名称。ポウイス、ポーウィスとのカナ表記もみられる。

## 地理
ポーイスは、かつてのモンゴメリーシャー、ブレックノックシャーの大半、デンビーシャーのわずかな部分からなり、面積は5,196km²である。ウェールズのプリンシパル・エリアとしては最大の面積を持つ。
北はグウィネズ、デンビーシャー、レクサムと接する。西はケレディジョン、カーマーゼンシャーである。東はイングランドのシュロップシャーとヘレフォードシャーである。南はロンザ・カノン・タフ、マーサー・ティドヴィル、カーフィリー、ブラエナウ・グウェント、モンマスシャー、ニース・ポート・タルボットと接している。 
ポーイスの大半が山がちで、南北の移動は車では困難となっている。
ポーイス人口の大多数が小さな町村に集中する。最大の町ニュータウンは、人口12,783人（2001年）である。
住民のちょうど1/3がウェールズ語を話せる。ウェールズ語話者は主に田舎、Machynllethとスランフィリン、Llanrhaeadr-ym-Mochnantに集中している。Llanrhaeadr-ym-Mochnantは、スランダフ司教ウィリアム・モーガンが初めて聖書全てを1588年にウェールズ語に翻訳した地である。 そしてYstradgynlaisの工業地域はかつてのブレックノックシャーの南西である。かつてのラドノーシャーは、18世紀の終わりにほぼ完全にイングランド化された。

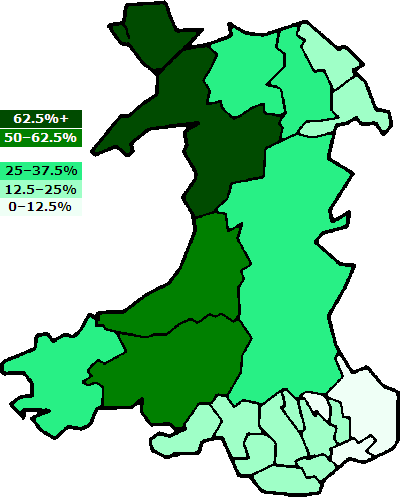
ウェールズ語話者の割合。濃い色ほどウェールズ語話者が多い

## 歴史
このポーイス地域は、古ウェールズ・ブリテンのポーイス王国（en）から名付けられた。王国は、現ポーイス州の北部2/3と同様現在のイングランドを占めていた。王国は、1260年代にグウィネズ王国のルウェリン・アプ・グリフィズによって占領されて終焉を迎えた。
州のモットーは、ポーイス　-　ウェールズの楽園（Powys - the paradise of Wales、ウェールズ語: Powys Pardwys Cymru）である。 

## 政府

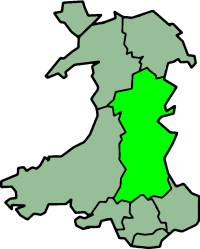
1974年-1996年の旧ポウイス

ポーイスは元々イギリス地方自治法のもと1974年4月1日につくられた。モンゴメリーシャー地区とラドノーシャー地区、ブレックノック地区といった、かつての州を基盤としていた郡からなる。
1996年4月1日、地区が廃止され、ポーイス州は単独州として再編された。
最初のポーイス地方長官は、元モンゴメリーシャー地方長官であった。ブレックノックシャー地方長官とラドノーシャー地方長官は長官として任命された。
現在の地方長官は、ロイヤル・ヴィクトリア勲章保持者であるShân Legge-Bourkeである。 

## みどころ

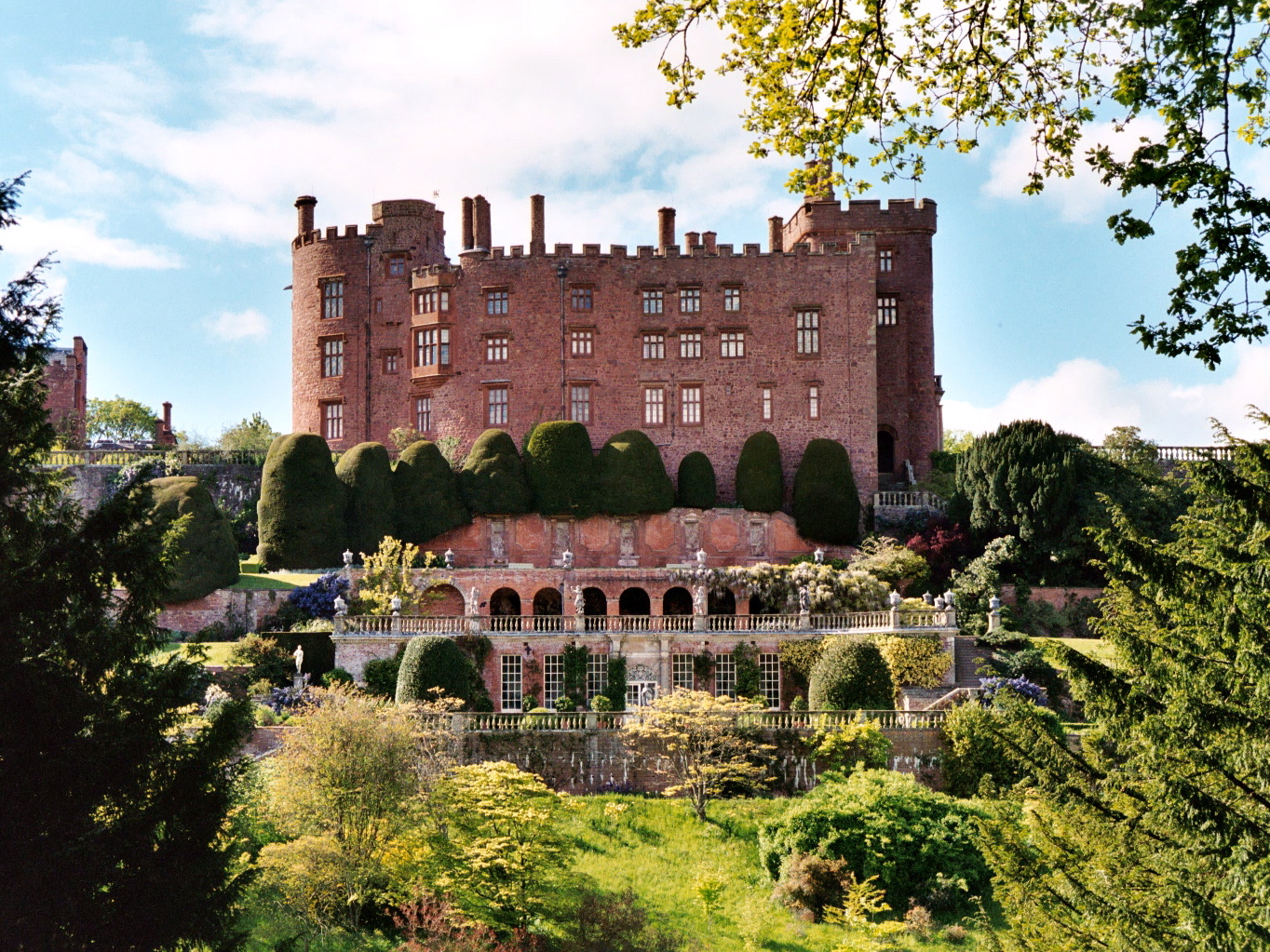
ポーイス城

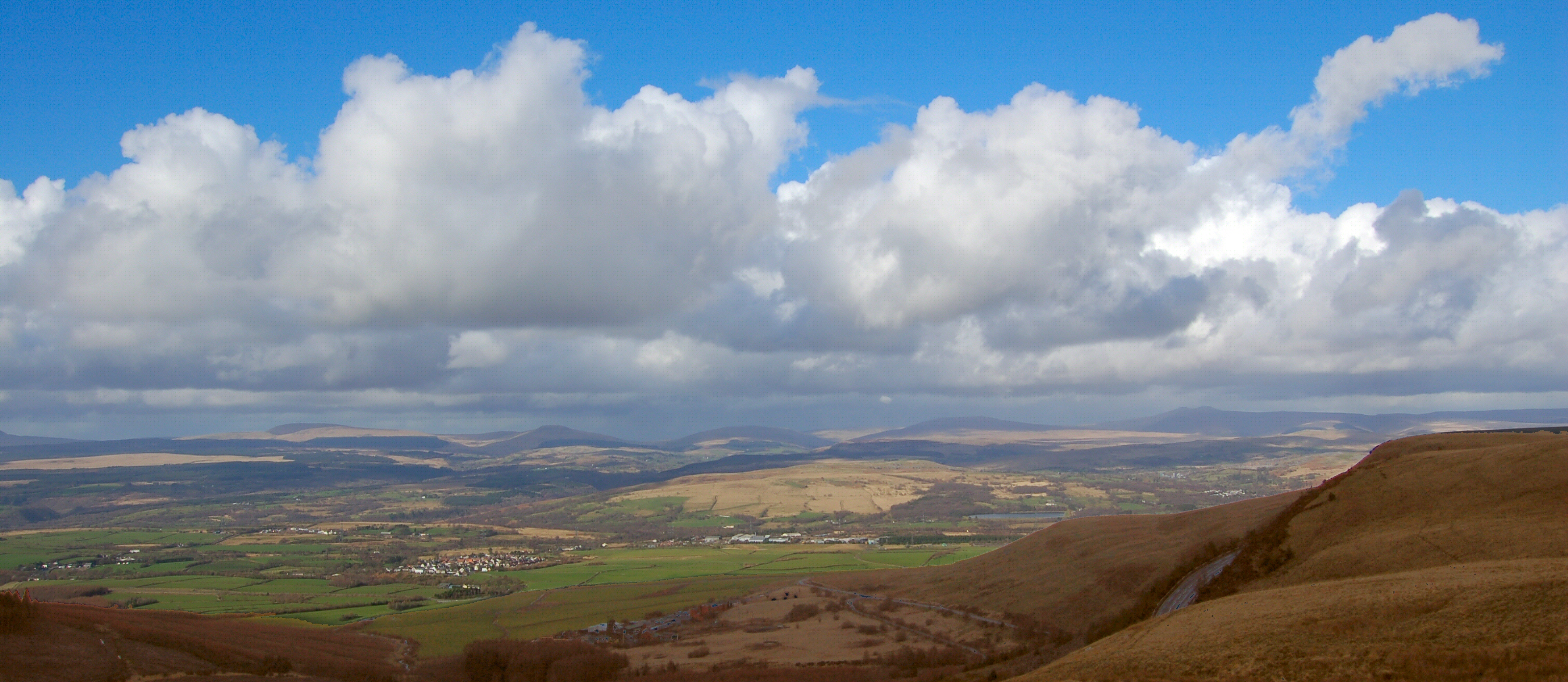
ブレコン・ビーコンズ山地

- Craig a Ffynnon洞窟
- エラン谷水域:
- エヴルンウィ湖
- ポウイス城
- トレタワー城
- ブラック山地
- ブレコン・ビーコンズ山地

ペン・イ・ファン
- ウェルシュプール・スランフェア・ライト鉄道
- ラドナー・フォレスト

## 参照
1. ↑  "pow-iss", with the vowels of "how" and "hiss"